# Слудвя (река)
Слудвя (пол. Słudwia) — река в Центральной Польше длиной 44,51 км и площадью бассейна 649 км², левый приток Бзуры. Протекает по Кутненской равнине в Лодзинском воеводстве. Исток находится недалеко от села Длуголенка, к югу от Гостынина. Это типично равнинная река, медленная, с очень небольшим уклоном (0,2 % в устье). Протекает по безлесным, типично сельскохозяйственным районам через Пшизуж, Побуж, Курув-Весь, Опорув, Жихлин, Злакув-Костельны, Маужице и впадает в Бзуру к северо-западу от Ловича (Клевкув). Каналы реки регулируются. Левым притоком Слудви является Нида, правым — Пшисова.

## Мост в Маужице
Река наиболее известна мостом в Маужице, первым в мире сварным автомобильным мостом, построенным в 1929 году по проекту профессора Стефана Брыли, одного из пионеров сварки в гражданском строительстве. До конца 1970-х мост использовался национальной дорогой 2, польским участком европейского маршрута E30. Он оказался слишком узким, и в 1977 году его перенесли примерно на 20 метров к северу, закрыли для движения, а вместо него построили новый. Мост был внесён в список объектов культурного наследия в Польше 22 ноября 1968 года Управлением документации памятников и первоначально (до отмены этой категории в 1973 году) был внесён в список «памятников нулевого уровня» (пол. zabytek klasy 0), то есть самых ценных исторических памятников международного значения. Позже он был переквалифицирован в «недвижимый исторический памятник». В 2009 году мост был отремонтирован. В 2011 году перед ним была открыта мемориальная доска профессору Брыле.